# Ernest de Sylly Hamilton Browne

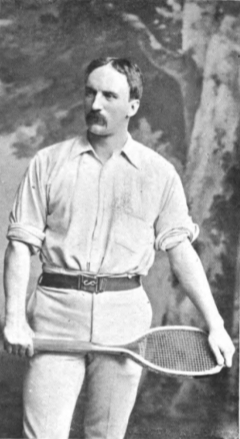
Ernest de S. H. Browne (vor 1903)

Ernest de Sylly Hamilton Browne (* 11. Juli 1855 in England; † 13. April 1946 in Cheltenham) war ein irischer Jurist und Tennisspieler.
Browne wurde 1855 als adliger Sohn von Major George Browne und seiner Frau Susan Mary geboren und besuchte später das Cheltenham College. Von 1882 bis 1885 nahm er an den Wimbledon Championships teil und erreichte dort 1885 das Halbfinale, das er gegen Ernest Renshaw verlor. 1882 gewann er die irischen Meisterschaften im Einzel sowie 1882–83 im Mixed. Darüber hinaus gewann er bei den schottischen Meisterschaften von 1889 bis 1891 den Titel. 1885 heiratete er Ellen Augusta Ramsay. Später arbeitete er als Richter im King’s County in Irland.
Browne war ein enger Freund der Brüder Ernest und William Renshaw. Er starb 1946 im Badeort Cheltenham in der Grafschaft Gloucestershire.